# 7つの習慣
『7つの習慣』（ななつのしゅうかん、The 7 Habits of Highly Effective People）は、スティーブン・R・コヴィーによって書かれ1996年に出版された書籍。原著の初版は1989年。

## 概要
ジャンルはビジネス書とされる場合が多いが、成功哲学、人生哲学、自助努力といった人間の生活を広く取り扱っており、人文・思想、倫理・道徳、人生論・教訓、自己啓発などに分類される場合もある。1996年出版の日本語版では、表紙のタイトルの下に「個人、家庭、会社、人生のすべて ― 成功には原則があった!」と表記され、「成功には原則があった!」の部分が副題とされる場合もある。ただし、オーディオブックの版監修を行った竹村富士徳氏（フランクリン・コヴィー・ジャパン取締役副社長）によると、「成功には原則があった!」という副題は、マーケティングの都合で付けた原文にはない文である。帯には版によっていくつかの種類があり、「この本を読むことは、あなたの人生における最高の冒険になるだろう。」、「全世界1500万部突破の名著が教える永遠の人間学」などと謳われている。原著は英語。
キングベアー出版によれば、2018年の時点で44か国語に翻訳され、全世界3,000万部、日本でも累計200万部を売り上げ、ベストセラーとなった。
また、以下の雑誌社が特集などで紹介している。
- フォーブス - 「もっとも影響を与えたマネジメント部門の書籍」のトップ10。(2002年)
- チーフ・エグゼクティブ・マガジン - 「20世紀にもっとも影響を与えた2大ビジネス書」のひとつ。[要出典]
- プレジデント - 特集「どの本＆著者が一番役立つか」の1位。(2008年)
- ダイヤモンド - 特集として30ページにわたり7つの習慣を紹介する。(2010年)
- タイム - 「The 25 Most Influential Business Management Books （25の最も影響を与えたビジネス書）」のひとつ。(2011年)

2013年8月30日、キングベアー出版から新訳版として『完訳 7つの習慣 人格主義の回復』(ISBN:978-4863940246)が出版されている。
旧訳版が当時のビジネスパーソンに特化した書かれ方をしていたことを踏まえ、新訳版では当時から不変である原則を伝えることを重視し、著者のより根本的な主張である「人格主義」にフォーカスすることを目指した。

## 内容
著者は本作を執筆するにあたり、アメリカ建国以来発行された約200年分の「成功」にかかわる文献を調査した。その結果、直近の50年分の文献ではコミュニケーションスキルやポジティブシンキングなど、上辺だけの応急処置的なテクニックの解説に終始するものがほとんどであったのに対し、初めの150年間の文献は誠意、謙虚、勇気、正義、忍耐、勤勉、節制、黄金律といった、不変の「原則」に基づく優れた人格の養成を重視していたことを発見する。著者は前者のパラダイムを「個性主義」、後者を「人格主義」と呼び、「人格主義」に基づいた成功への法則を抽出して、それを「7つの習慣」として提示する。
4つの部、11の章で以下のようにまとめられている。以下に見出しとその大まかな内容を箇条書きにする。

### 第一部・パラダイムと原則(Part 1 Paradigms and Principles)

#### インサイド・アウト(Inside-Out)
- 一次的な真の成功とは、優れた人格を持つこと（人格主義）であり、社会的な成功、表面的な成功（才能などに対する社会的評価）、個性の発揮、コミュニケーションのスキル、他に影響を及ぼす戦略、前向きな姿勢などは、二次的なもの（個性主義）である。
- 人が物を見る時には、ある種のレンズのような物（パラダイム）が存在し、それが認識、理解、解釈、行動、態度を決めている。従って、そのパラダイムを転換させることにより、自分のあり方を大きく変えることができる。
- 人の生活には原則というものが存在し、その原則に従うことにより、高い効果を得ることができる。原則の例として、人が成長するためには、それぞれに時間がかかり、どの段階も飛ばすことのできない順序立ったプロセスを踏まなくてはならない、などが挙げられる。
- インサイド・アウトとは、自分自身の内面(インサイド)、パラダイム、人格、動機などを最初に変え、それから、外側(アウト)、他人や環境を変えるということ。

#### 7つの習慣とは(The Seven Habits--An Overview)
- 習慣がいかに強力であるかを説明する。またその習慣の定義。
- 7つの習慣の概要。私的成功とは、依存状態から自立することであり、第1,第2,第3の習慣が含まれる。自らが効果をつくりだす、ということ。公的成功とは、自立した人間が相互に依存することであり、第4,第5,第6の習慣が含まれる。2人以上の人間が協力し、一人でつくりだす効果よりも、より高い効果をつくりだす、ということ。再新再生には第7の習慣が含まれる。より高い効果をつくりだせるように自分を改善する、ということ。
- 効果性の定義。効果をつくりだすためには『効果をつくりだすことと、効果をつくりだすための能力とのバランスをとる必要がある』という原則がある。そして、その能力には主に物、金、人の3つがあり、組織での応用例を挙げる。
- この本の読み方についての2つの提案。1つは繰り返し読む本であり、一度通読して本棚にしまう、という類の本ではない。2つ目は、読者が本の内容を教わるのではなく、読者が本の内容を教えることを前提に読む、ということ。
- この本を読むことで期待されること。私的成功により充実した気持ちに満たされる、公的成功により人間関係が改善される、再新再生により真の自立、相互依存の土台をつくることができる、など。

### 第二部・私的成功 (Part 2 Private Victory)

#### 第一の習慣・主体的である(Habit 1 Be Proactive)
- 自分の身に起こることに対して自分がどういう態度を示し行動するかは、自らで決めることができる。
- 問題解決に向け率先してことを行う。
- 自分の身の周りのことに対して、自分が動かされるのではなく、自分が周りの環境に作用を及ぼす。
- 自分がコントロールできないことでなく、自分がコントロールできる、影響を及ぼすことができる事柄に集中する。
- より良いものを持つのではなく、自分がより良くなる。
- 失敗したときに、自分の間違いを認め修正をはかる。

#### 第二の習慣・終わりを思い描くことから始める(Habit 2 Begin with the End in Mind)
- 第二の習慣は、生活の多くの異なる状況やレベルに当てはまるが、最も基本的な応用は、全てを測るための基準や尺度の枠組みとして、人生の最後のイメージ、光景、パラダイムを持って今日を始めることである。
- 万物にはまず人の頭の中で知的にものが作られ、それから実際に物的にそのものが作られる。
- ミッション・ステートメント（個人的な憲法、または信条）を作る。

#### 第三の習慣・最優先事項を優先する (Habit 3 Put First Things First)
- 第2の習慣を身に付けたなら、それを具現化し、自由意志を発揮し、毎日の瞬間において実行する。
- 価値観に調和した生活を送るために、効果的な自己管理を行う。
- 重要だが緊急でない活動を行う。
- 重要でない活動に対してノーと言う。
- デレゲーション。人に仕事を委任する。

### 第三部・公的成功 (Part 3 Public Victory)

#### 相互依存のパラダイム (Paradigms of Interdependence)
- 第4,第5,第6の習慣を身に付けるためには、他人との信頼を築く必要がある。
- 真の相互依存は自立の精神を身に着けていることが前提となる。

#### 第四の習慣・Win-Winを考える (Habit 4 Think Win/Win)
- 人間関係における6つのパラダイム「Win-Win」「Win-Lose」「Lose-Win」「Lose-Lose」「Win」「Win-WinまたはNo Deal」。
- 互いにWin-Winとなる合意を形成できないなら、お互いのために「合意をしないという合意」をすることも必要である。
- Win-Winの原則を支える５つの柱「人格」「関係」「合意」「システム」「プロセス」。

#### 第五の習慣・まず理解に徹し、そして理解される(Habit 5 Seek First to Understand, Then to Be Understood)
- まず相手を理解するように努め、その後で、自分を理解してもらうようにする。
- 自分が他人に影響を与えるために、自分が他人に影響される。
- 人が他人の話を聞く時にしてしまう自叙伝的な反応。
- 感情移入を行い人の話を深く傾聴する。
- 効果的にプレゼンテーションを行うための方法。
- 一対一の時間を設けコミュニケーションを図る。

#### 第六の習慣・シナジーを創り出す(Habit 6 Synergize)
- 相乗効果とは、全体の合計が各部分の和よりも大きくなるということである。
- 自分と他人との意見に相違が生じた時に、自分の意見を通すのでなく、他人の意見に折れるのでもなく、第三案を探し出す。
- 自分と他人との相違点を尊ぶ。

### 第四部・再新再生 (Part 4 Renewal)

#### 第七の習慣・刃を研ぐ (Habit 7 Sharpen the Saw)
- 人の持つ4つの資源(肉体、精神、知性、社会・情緒)を維持、再新再生するという習慣。例として、運動(肉体)、価値観に対する決意(精神)、読書(知性)、公的成功(社会・情緒)などが紹介される。

#### 再び、インサイド・アウト(Inside-Out Again)
- 著者と彼の妻が経験した深いコミュニケーション。
- 今までの世代で得た良い物は残し、悪い習慣は改め、次の世代に引き継いでいく。
- 人間は自らを完成させることは出来ず、探究に終わりはない。

### 附録
著者がセミナーでよく聞かれる質疑応答や、日常的に「7つの習慣」を活用するためのケーススタディから成る。
- 「原則」と「価値観」は全く異なる。原則は不変のものだが、価値観とは己の中にあるパラダイムそのものである。原則を己の価値観に出来れば理想的である。
- 原則が7つになったのは全くの偶然であり、私的成功の習慣が「選択の自由」「選択」「行動」の3つ、公的成功の習慣が「尊重」「理解」「創造」の3つ、これら6つの習慣を「再新再生」していく習慣で計7つになった。7という数字にこれといった意味はない。
- 7つの習慣に付け加えたり削除したりする箇所はない。どうしても付け加えたい行動習慣があるならば、各々が第2の習慣で挙げたミッション・ステートメントに書き込めばよいと考えている。
- 著者が個人的に最も困難だと感じるのは第5の習慣である。
- 著者自身や、己の会社が7つの習慣に基づいて行動できているかといえば「努力している」としか言えない。原則とはあるところで完成するものではなく、一生をかけて追い求めていくものである。

## 引用
7つの習慣では、多く文が引用されている。主な引用文は、以下の人たちからのものである。

### インサイド・アウト
- デイビッド・スター・ジョーダン
- ウィリアム・ジョージ・ジョーダン
- トーマス・クーン
- セシル・B・デミル
- アルバート・アインシュタイン
- T・S・エリオット『四つの四重奏曲』

### 7つの習慣とは
- アリストテレス

厳密にはニコマコス倫理学の内容がウィリアム・ダラントの著書"The Story of Philosophy"で書かれ、その言葉がそのまま、7つの習慣で引用される。(p76)
- ホーレス・マン
- イソップ (ガチョウと黄金の卵)
- マリリン・ファーガソン
- トーマス・ペイン

### 第1の習慣
- ヘンリー・デイヴィッド・ソロー『ウォールデン・森の生活』
- ガンジー
- T・J・ワトソン

### 第2の習慣
- オリバー・ウェンデル・ホームズ
- ジョセフ・アディソン『Thoughts in Westminster Abbey』(1711)
- ビクター・フランクル

### 第3の習慣
- ゲーテ
- ピーター・ドラッカー

### 相互依存のパラダイム
- サミュエル・ジョンソン

### 第4の習慣
- エドウィン・マーカハム

### 第5の習慣
- パスカル『パンセ』の第4章277

### 第6の習慣
- ジョージ・ブッシュの大統領就任演説
- カール・ロジャース

### 第7の習慣
- ブルース・バートン
- マルチン・ルター
- デイビッド・O・マッケイ
- フィリップス・ブルックス
- ハンス・セリエ
- ジョージ・バーナード・ショウ
- N・エルドン・タナー
- ダグ・ハマーショルド

### 再びインサイド・アウト
- エズラ・タフト・ベンソン
- アヌワール・サダト
- アミエル
- ティルハード・D・チャーディン
- エマーソン

## 書誌情報
- Stephen R. Covey (1989). The 7 Habits of Highly Effective People. Free Press. ISBN 0-7432-6951-9
- スティーブン・R・コヴィー『7つの習慣 : 成功には原則があった！ 個人、家庭、会社、人生のすべて』ジェームス・スキナー・川西茂訳、キング・ベアー出版、1996年12月。ISBN 4-906638-01-5。
- スティーブン・R・コヴィー『完訳 7つの習慣 : 人格主義の回復』フランクリン・コヴィー・ジャパン訳、キング・ベアー出版、2013年8月。ISBN 978-4863940246。

今までに複数種の特典付き書籍が限定発売されている。
- 『7つの習慣 : 成功には原則があった！ 個人、家庭、会社、人生のすべて』 10の映像作品DVD付属、キングベアー出版、2005年5月。ISBN 4-906638-33-3。 - 『第8の習慣/「効果」から「偉大」へ』の発行を記念し、7,777部限定出版。
- 『7つの習慣 : 成功には原則があった！ 個人、家庭、会社、人生のすべて』 解説DVD付、キングベアー出版、2008年8月。ISBN 978-4-906638-72-7。 - 解説DVD付「効果性のルーツ」「トリムタブ」。
- 『7つの習慣 : 成功には原則があった！ 個人、家庭、会社、人生のすべて』 コヴィー博士からのメッセージCD付、キングベアー出版、2009年8月。ISBN 978-4-86394-000-0。 - 特典CD付属「人生を変えるミッション・ステートメント」。
- 『7つの習慣 : 成功には原則があった！ 個人、家庭、会社、人生のすべて』 著者スティーヴン・R・コーヴィー博士来日講演のDVD特典付、キングベアー出版、2011年6月。ISBN 978-4-86394-016-1。 - 2010年来日講演 The Best of Dr.Covey ダイジェストDVD付属。

## 関連文献
- スティーヴン・コーヴィー『人生を成功させる7つの秘訣』日下公人・土屋京子 訳、講談社、1990年9月。ISBN 4-06-204983-X。

1990年(平成2年)に出版された同じ原著の日本語訳。現在は絶版。
- スティーブン・R・コヴィー『第8の習慣　「効果」から「偉大」へ』フランクリン・コヴィー・ジャパン株式会社 訳、キングベアー出版、2005年4月。ISBN 978-4-906638-32-1。

7つの習慣の続編とされる。
- スティーブン・R・コヴィー 著、フランクリン・コヴィー・ジャパン 編『第8の習慣 演習ノート　「効果」から「偉大」へ』キングベアー出版、2007年5月。ISBN 978-4-906638-62-8。

『第8の習慣』のワークブック（演習ノート）版。
- スティーブン・R・コヴィー、A・ロジャー・メリル・レベッカ・R・メリル『7つの習慣 最優先事項　「人生の選択」と時間の原則』宮崎伸治 訳、キングベアー出版、2000年8月。ISBN 978-4-906638-11-6。

7つの習慣の第3の習慣を深く掘り下げた内容となっている。
- スティーブン・R・コヴィー『7つの習慣 ファミリー』フランクリン・コヴィー・ジャパン株式会社 訳（新訳）、キングベアー出版、2005年3月。ISBN 978-4-906638-31-4。

7つの習慣の家族実践編。『ファミリー7つの習慣 家族実践編』の新訳。
- ショーン・コヴィー 著、フランクリン・コヴィー・ジャパン 編『7つの習慣 ティーンズ』キングベアー出版、2002年5月。ISBN 978-4-906638-20-8。

若い世代(中学生から高校生くらい)向けに書かれている。
- ショーン・コヴィー 著、フランクリン・コヴィー・ジャパン 編『7つの習慣 ティーンズワークブック　人生の主人公になろう！』 1巻、キングベアー出版、2006年3月。ISBN 978-4-906638-46-8。

『7つの習慣 ティーンズ』の実践ワークブック。
- ショーン・コヴィー 著、フランクリン・コヴィー・ジャパン 編『7つの習慣 ティーンズ 大切な6つの決断　選ぶのは君だ』 2巻、キングベアー出版、2008年2月。ISBN 978-4-906638-63-5。

『7つの習慣 ティーンズ』の続編。
- ショーン・コヴィー 著、フランクリン・コヴィー・ジャパン 編『7つの習慣 ティーンズワークブック　力を合わせて、成功を勝ち取ろう！』 2巻、キングベアー出版、2006年7月。ISBN 978-4-906638-46-8。

『7つの習慣 ティーンズ 2 大切な6つの決断』の実践ワークブック。
- スティーブン・R・コヴィー 著、フランクリン・コヴィー・ジャパン 編『スティーブン・R・コヴィーの至言』（新訳）キングベアー出版、2010年9月。ISBN 978-4-86394-013-0。

コヴィー博士の代表作からテーマごとに至言を抜粋したもの。

### まんが版
- フランクリン・コヴィー・ジャパン『マンガで読む忙しいティーンのための時間の使い方徹底攻略　7つの習慣　今しかない時間を大切に使おう！』キングベアー出版、2008年3月。ISBN 978-4-906638-66-6。 - 『7つの習慣ティーンズ』のマンガ版。付録：スケジュール帳（ウィークリータイプ、3ヵ月分）。
- 小山鹿梨子 まんが『まんがと図解でわかるスティーブン・R・コヴィーの7つの習慣　仕事、家族、人生…成功する人の原則が見えてくる!!』スティーブン・R・コヴィー 監修、宝島社〈別冊宝島1805号 study〉、2011年10月11日。ISBN 978-4-7966-8362-3。 - 2011年（平成23年）に別冊宝島の「まんがと図解」シリーズから出版された。
  - 小山鹿梨子 まんが『まんがと図解でわかる7つの習慣』スティーブン・R・コヴィー 監修、宝島社〈宝島SUGOI文庫〉、2013年1月10日。ISBN 978-4-8002-0578-0。 - コヴィー & 小山 (2011)の加筆・修正を行った改訂。
- 小山鹿梨子 まんが 『まんがでわかる7つの習慣』（全5巻） フランクリン・コヴィー・ジャパン 監修、宝島社